# 발트뷔네

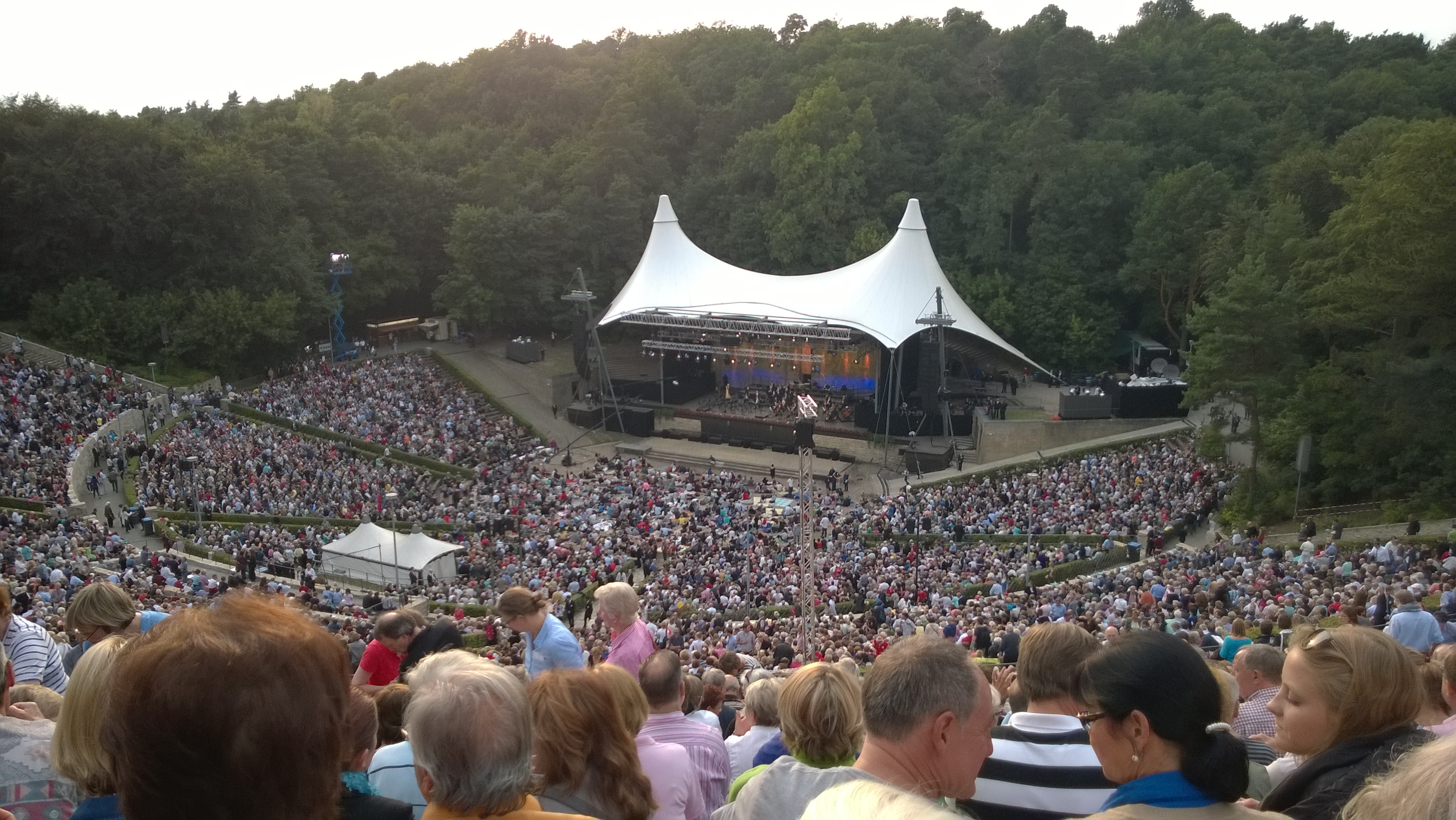

발트뷔네(Waldbühne)는 독일 베를린 필하모닉 오케스트라의 야외 원형극장으로, 1936년 하계 올림픽 단지의 일부로 건설되었다. 1984년을 시작으로 매년 6월 마지막 일요일에 정기 공연을 한다. 객석수는 2만석이 넘으며, 많은 명지휘자들이 이곳에서 지휘를 하였다.